# Lo van Kats
L.P.A. (Lo) van Kats (Den Haag,  9 januari 1944 - 6 november 2023) was een Nederlands politicus van de PvdA.
In zijn jeugd verhuist hij naar de provincie Groningen; eerst Haren en later de stad Groningen. Daar doorloopt hij het gymnasium en vervolgens gaat hij rechten studeren aan de Rijksuniversiteit Groningen waar hij in 1970 afstudeert. Na zijn dienstplicht gaat hij bij de gemeente Leeuwarden werken als juridisch stafmedewerker van de afdeling ruimtelijke ordening. Rond 1977 wordt hij loco-gemeentesecretaris en in die periode is hij daarnaast docent aan de Bestuursacademie Friesland. In 1982 ging hij als gemeentesecretaris werken in Den Helder en in 1987 keert hij terug naar Groningen waar hij griffier wordt van de Provinciale Staten van Groningen wat hij tot 2001 zou blijven. Van januari 2003 tot april 2004 is Kats waarnemend burgemeester van de gemeente Menterwolde en in maart 2007 wordt hij opnieuw waarnemend burgemeester en wel in Reiderland. Die functie vervult hij tot Reiderland op 1 januari 2010 samen met Scheemda en Winschoten opgaat in de nieuwe gemeente Oldambt.